# Llanura de inundación

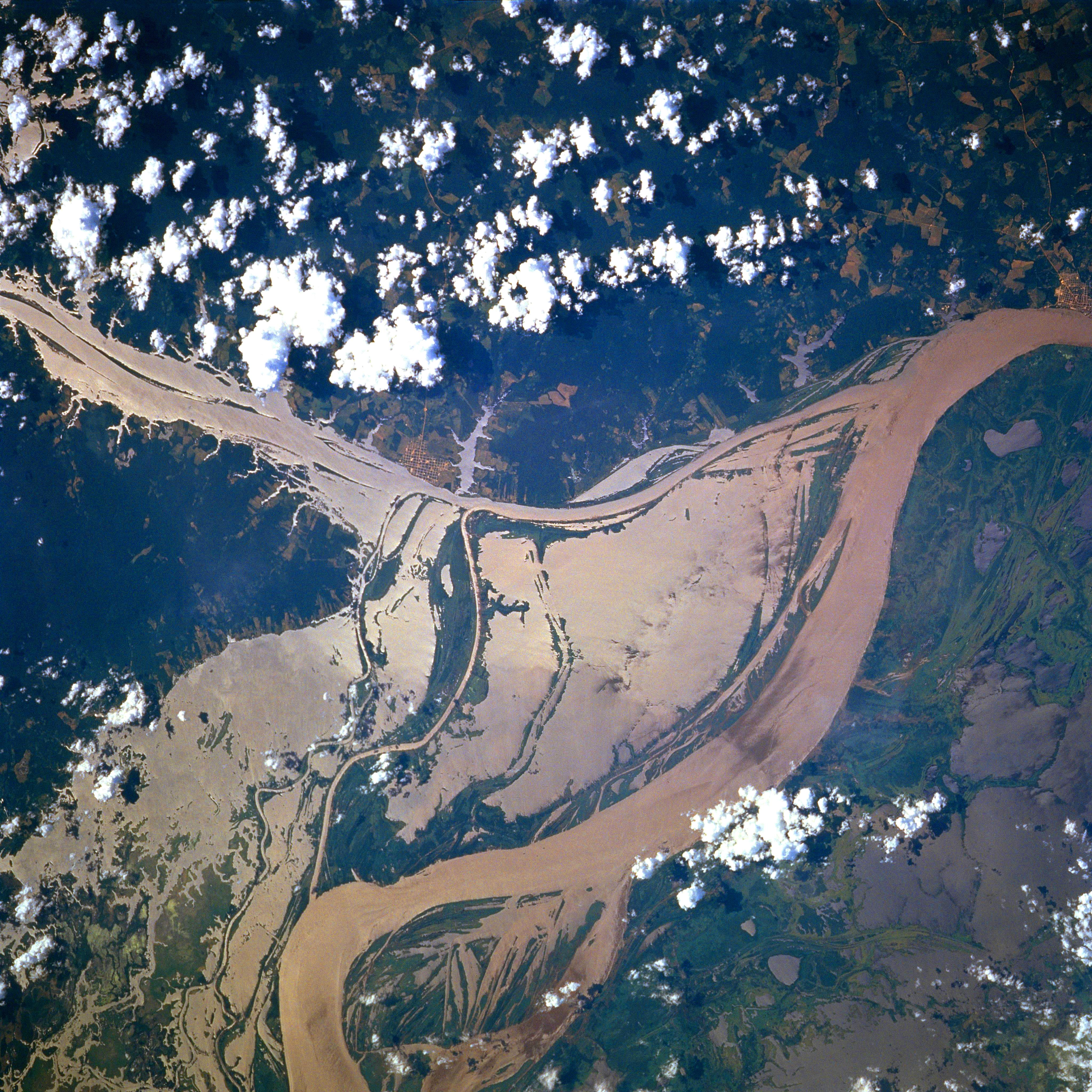
Imagen satelital de un sistema de llanura de inundación en la confluencia del río Amazonas con el río Trombetas, Brasil.

Una llanura de inundación es la planicie que existe en torno a un curso de agua la cual se inunda recurrentemente. Las llanuras de inundación están delimitadas por las laderas del valle que alberga al curso de agua. La recurrencia de las inundaciones que distinguen a la llanura pueden variar, de hecho si no ocurren con una frecuencia mínima no se les suele considerar como tal. En zonas áridas se suele tener un criterio más amplio para definir llanuras de inundación permiténdose una frecuencia de inundación más baja en zonas xéricas que en húmedas. Algunos elementos comunes en la llanura de inundación son meandros, brazos muertos, paleocauces, terrazas de río y un relleno de aluvión. Es común que en zonas áridas o de altas pendientes se desarrollen abanicos aluviales en los márgenes de las llanuras de inundación.
La acreción lateral de barras meándricas y la erosión lateral en la lado apuesto del río son procesos que dan forma a una llanura de inundación. Sin embargo en ríos grandes la acreción vertical de sedimentos de inundación adquieren mayor importancia para la formación de la llanura. La extensión de las llanuras de inundación puede estar determinada por lineamientos tectónicos.
El flujo de aguas subterráneas en las llanuras de inundación es principalmente en dirección aguas abajo.
Las llanuras de inundación más antiguas de las que se sabe de su existencia en antaño remontan al Paleoproterozoico según el registro geológico. Las llanuras de inundación que antedatan a la emergencia de la vegetación terrestre en el silúrico tienen análogos modernos en las planicies costeras del sur de Islandia, alrededor del salar de Uyuni en Bolivia y en el valle de la Muerte en EE. UU.

## Ecología
Las llanuras de inundación albergan ecosistemas diversos y productivos. Se caracterizan por una considerable variabilidad en el espacio y el tiempo, lo que a su vez produce algunos de los ecosistemas más ricos en especies. Desde el punto de vista ecológico, el aspecto más distintivo de las llanuras de inundación es el pulso de inundación asociado a las crecidas anuales, por lo que el ecosistema de la llanura de inundación se define como la parte del valle fluvial que se inunda y seca con regularidad.
Las inundaciones aportan material detrítico rico en nutrientes y liberan nutrientes del suelo seco a medida que se inunda. La descomposición de las plantas terrestres sumergidas por las aguas de las crecidas se suma al suministro de nutrientes. La zona litoral inundada del río (la zona más cercana a la orilla) proporciona un entorno ideal para muchas especies acuáticas, por lo que la época de desove de los peces suele coincidir con el inicio de la crecida. Los peces deben crecer rápidamente durante la crecida para sobrevivir al posterior descenso del nivel del agua. Al retirarse las aguas de la crecida, el litoral experimenta floraciones de microorganismos, mientras que las orillas del río se secan y germinan plantas terrestres para estabilizar la ribera.

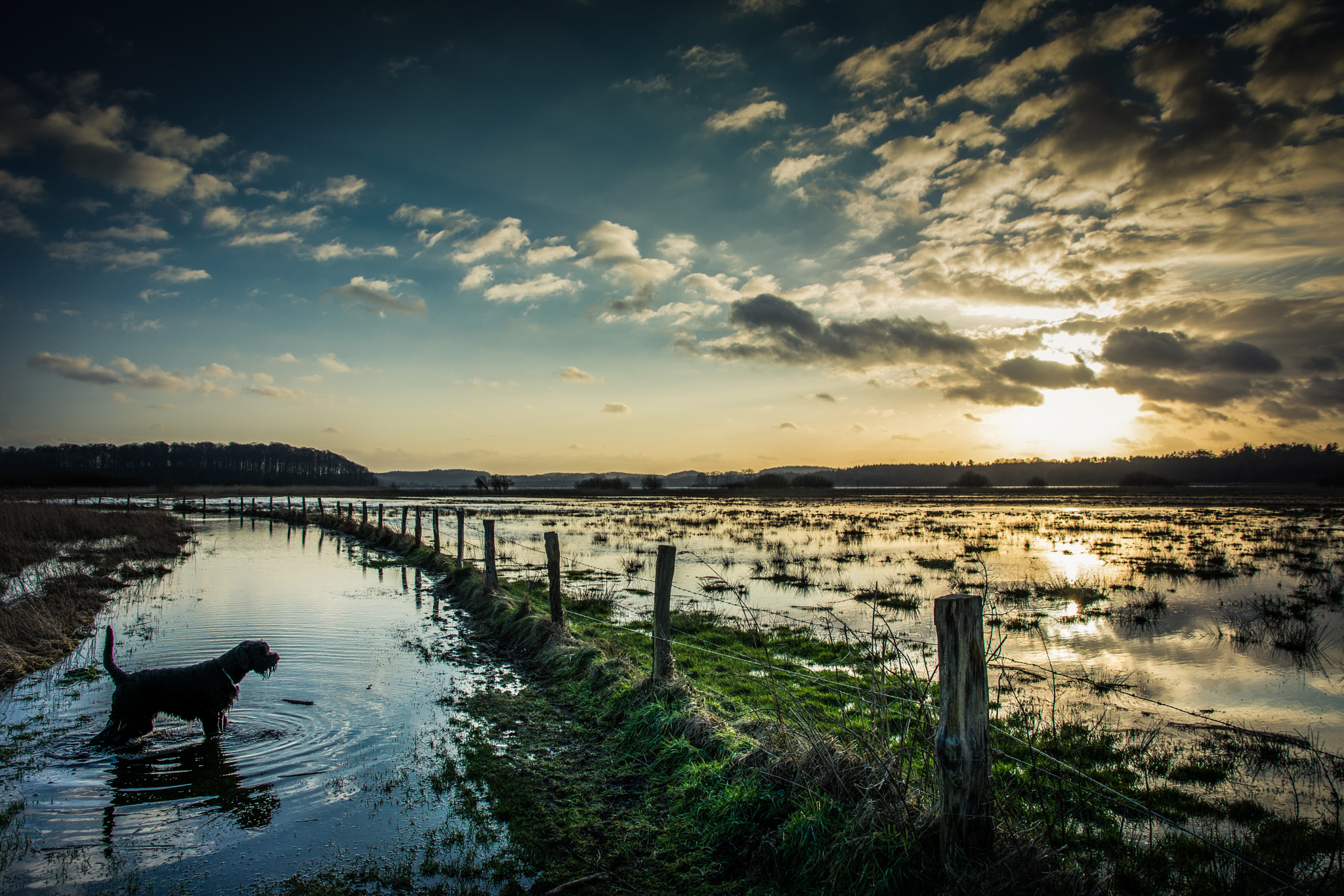
Un campo bajo en Achterwehr Alemania inundado por el desbordamiento de un curso de agua cercano.

La biota de las llanuras de inundación tiene altas tasas anuales de crecimiento y mortalidad, lo que resulta ventajoso para la rápida colonización de grandes áreas de la llanura de inundación. Esto les permite aprovechar los cambios en la geometría de la llanura de inundación. Por ejemplo, en las llanuras de inundación. los árboles son de crecimiento rápido y toleran las alteraciones radiculares. Los oportunistas (como las aves) se sienten atraídos por el rico suministro de alimentos proporcionado por el pulso de la inundación.
Los ecosistemas de llanura aluvial presentan biozonas diferenciadas. La perturbación de los ecosistemas templados de llanuras de inundación por el humano a dificultado los intentos de comprender su comportamiento natural. Los ríos tropicales sufren menos el impacto humano y han servido de modelo para los ecosistemas de llanuras de inundación de zonas templadas, que se cree que comparten muchos de sus atributos ecológicos.
Las llanuras de inundación semiáridas presentan una diversidad de especies mucho menor. Las especies están adaptadas a la alternancia de sequías e inundaciones. La desecación extrema puede destruir la capacidad del ecosistema de la llanura aluvial para pasar a una fase húmeda saludable cuando se inunda.

### Llanuras de inundación en Europa
Los bosques de llanura de inundación constituían el 1 % del paisaje de Europa en el siglo XIX. Gran parte de ellos han sido talados por la actividad humana, aunque los bosques de llanura de inundación se han visto menos afectados que otros tipos de bosques, lo que los convierte en importantes refugios para la biodiversidad. Esto los convierte en importantes refugios para la biodiversidad. La destrucción humana de los ecosistemas de las llanuras de inundación se debe en gran medida al control de las inundaciones, al desarrollo hidroeléctrico (como los embalses) y a la conversión de las llanuras de inundación para uso agrícola. El transporte y la eliminación de residuos también tienen efectos perjudiciales. El resultado es la fragmentación de estos ecosistemas, lo que provoca la pérdida de poblaciones y diversidad y pone en peligro los fragmentos restantes del ecosistema. El control de las inundaciones crea un límite más nítido entre el agua y la tierra que en las llanuras de inundación no alteradas, lo que reduce la diversidad física.Los bosques de las llanuras de inundación protegen las vías fluviales de la erosión y la contaminación y reducen el impacto de las crecidas.
En Europa, a medida que uno se aleja del río, las comunidades vegetales sucesivas son vegetación de ribera (normalmente anual); juncos y carrizos; arbustos de sauce; bosque de sauces y álamos; bosque de robles y fresnos; y bosque latifoliado. Las perturbaciones humanas crean praderas húmedas que sustituyen a gran parte del ecosistema original. Las biozonas reflejan un gradiente de humedad y oxígeno del suelo que a su vez se corresponde con un gradiente de frecuencia de inundación. Los bosques primitivos de llanura aluvial de Europa estaban dominados por el roble (60%), el olmo (20%) y el carpe (13%), pero las perturbaciones humanas han cambiado la composición hacia el fresno (49%), con el arce aumentando hasta el 14% y el roble disminuyendo hasta el 25%.

## Suelos en las llanuras de inundación

### Oxígeno en las llanuras de inundación
La composición del suelo de llanura de inundación o aluvial es única y varía considerablemente según la microtopografía. Los bosques de llanura aluvial presentan una alta heterogeneidad topográfica, lo que genera variaciones en las condiciones hidrológicas locales. La humedad del suelo dentro de los primeros 30 cm del perfil también varía considerablemente según la microtopografía, lo que afecta la disponibilidad de oxígeno. El suelo de llanura aluvial se mantiene aireado durante largos períodos entre inundaciones, pero durante las inundaciones, el suelo saturado puede verse privado de oxígeno si permanece estancado durante un tiempo suficiente. Hay más oxígeno disponible en el suelo a mayor altitud, más alejado del río. Los bosques de llanura aluvial generalmente experimentan períodos alternos de actividad microbiana aeróbica y anaeróbica, lo que afecta el desarrollo de las raíces finas y la desecación.

### Ciclo del fósforo en suelos de llanura aluvial
Las llanuras aluviales tienen una alta capacidad de amortiguación (buffer) del fósforo para evitar la pérdida de nutrientes en los afluentes fluviales. La carga de nutrientes de fósforo es un problema en los sistemas de agua dulce. Gran parte del fósforo en estos sistemas proviene de plantas de tratamiento de aguas residuales municipales y de la escorrentía agrícola. La conectividad fluvial determina si el ciclo del fósforo está mediado por sedimentos de llanuras aluviales o por procesos externos. En condiciones de conectividad fluvial, el fósforo se recicla mejor, y los sedimentos y nutrientes se retienen con mayor facilidad. El agua en los arroyos de agua dulce se almacena a corto plazo en plantas o algas, o a largo plazo en sedimentos. El ciclo húmedo/seco dentro de las llanuras aluviales impacta considerablemente la disponibilidad de fósforo, ya que altera el nivel del agua, el estado redox, el pH y las propiedades físicas de los minerales. Los suelos secos previamente inundados han reducido la disponibilidad de fósforo y aumentado su afinidad por obtenerlo. Las alteraciones de las llanuras aluviales causadas por la actividad humana también afectan el ciclo del fósforo. El fósforo particulado y el fósforo reactivo soluble (PRS) pueden contribuir a la proliferación de algas y a la toxicidad en las vías fluviales cuando las proporciones nitrógeno-fósforo se alteran aguas arriba. En zonas donde la carga de fósforo es principalmente fósforo particulado, como el río Misisipi, las formas más eficaces de eliminar el fósforo aguas arriba son la sedimentación, la acreción en el suelo y el enterramiento. En cuencas donde el PRS es la forma principal de fósforo, la absorción biológica en los bosques de llanura aluvial es la mejor manera de eliminar nutrientes. El fósforo puede transformarse entre PRS y fósforo particulado dependiendo de las condiciones ambientales o de procesos como la descomposición, la absorción biológica, la liberación redoximórfica y la sedimentación y acreción. En cualquiera de las dos formas de fósforo, los bosques de llanura aluvial son beneficiosos como sumideros de fósforo, y la desconexión antropogénica entre las llanuras aluviales y los ríos agrava la sobrecarga de fósforo.

### Contaminantes en suelos de llanuras aluviales
Los suelos de llanuras aluviales tienden a presentar un alto contenido de ecocontaminantes, especialmente la deposición de contaminantes orgánicos persistentes (COP; en inglés: Persistent Organic Contaminants, POC). Comprender adecuadamente la distribución de los contaminantes del suelo es complejo debido a la alta variación en la microtopografía y la textura del suelo dentro de las llanuras aluviales.